# Adam Garcia
Adam Gabriel Garcia (Wahroonga, 1º giugno 1973) è un attore, cantante e ballerino australiano.

## Biografia
Garcia è nato a Wahroonga, nel Nuovo Galles del Sud, da padre colombiano e da madre australiana.

## Carriera
Lascia l'università per assumere il ruolo di Slide nella produzione Hot Shoe Shuffle, che ha girato in Australia due anni prima di trasferirsi a Londra. Garcia rimase a Londra per partecipare ai musical nel West End.
La carriera come attore di Adam Garcia inizia nel 1997, quando recita nella parte di Jones nel film Wilde, un film che parla della vita dello scrittore Oscar Wilde.
Adam interpreta Tony Manero nella versione teatrale de La febbre del sabato sera dal 1998 al 1999. Qui raggiunge il nº15 della UK Single Chart con la sua cover di Night Fever, canzone dei Bee Gees. Nello stesso anno ha ricevuto la nomination ai Laurence Olivier Awards come miglior attore in un musical.
Nel 2000 partecipa al film Le ragazze del Coyote Ugly, ruolo importante per la sua carriera. Sempre nel 2000 interpreta Sean in Bootmen e prende parte alla cerimonia di apertura delle Olimpiadi di Sydney nel corpo di ballo.
Nel 2004 affianca Lindsay Lohan e Megan Fox nel film Quanto è difficile essere teenager! nella parte di Stu Wolff, una rockstar ubriaca, che fa parte dei Sidarther, band che dalle parole di Lola erano "maggiori poeti dopo Shakespeare."
Nel 2006-07 interpreta il ruolo di Fiyero nella produzione londinese di Wicked accanto Idina Menzel (poi sostituita) e Helen Dallimore.
Verso la fine del 2008 recita in due serie di ITV, Britannia High in cui interpreta un insegnante di danza, e Mr.Eleven, con Michelle Ryan e Sean Maguire.
Nel 2010 appare come giudice del reality show Got to Dance con Ashley Banjo e Kimberly Wyatt.

## Filmografia parziale

### Attore
- Wilde (1997)
- Dream Team - serie TV, 1 episodio (1997)
- Le ragazze del Coyote Ugly (Coyote Ugly) (2000)
- Bootmen (2000)
- I ragazzi della mia vita (Riding in Cars with Boys) (2001)
- Soldifacili.com (The First $20 Million Is Always the Hardest) (2002)
- Kangaroo Jack (2003)
- Corrispondenza d'amore (Love's Brother) (2004)
- Quanto è difficile essere teenager! (Confessions of a Teenage Drama Queen) (2004)
- Fascination (2004)
- Miss Marple (Agatha Christie's Marple) – serie TV, episodio 1x01 (2004)
- Standing Still (2005)
- Riot at the Rite - film TV (2005)
- Doctor Who - serie TV, 1 episodio (2005)
- Britannia High - serie TV, 5 episodi (2008)
- A Woman Called Job (2008)
- Perception – serie TV, episodio 3x05 (2014)
- The Serpent Queen – serie TV, 3 episodi (2022)

## Doppiatori italiani
Nelle versioni in lingua italiana delle opere in cui ha recitato, Adam Garcia è stato doppiato da:
- Andrea Lavagnino in Dr. House - Medical Division
- Riccardo Rossi in Perception
- Enrico Chirico in The Serpent Queen